# Церква Святого Павла (Базель)
47°33′06″ пн. ш. 7°34′42″ сх. д. / 47.551666666667° пн. ш. 7.5783333333333° сх. д.
Церква Святого Павла (нім. Pauluskirche) — реформатська церква в Базелі, Швейцарія, частина євангельсько-реформаторської церкви кантону Базель-Штадт.
Церква була побудована між травнем 1898 і листопадом 1901 року Карлом Мозером (1860—1936) і Робертом Курйєлем в неороманському стилі.
Апсида має кам'яний амвон, який височіє за кам'яним столом для причастя.
В апсиді також є галерея з центральною аркою за амвоном, в якій розміщені орган і хор.

Тут представлені твори мистецтва в стилі модерн: рельєфні роботи на екстер'єрі церкви над головним входом скульптора Карла Буркгардта (1878—1923), мозаїки на внутрішній передній стіні Генріха Альтгерра (1878—1947) і вітражі Макса Лойгера (1864—1952).

У 2019 році церкву профанували й перетворили на культурну церкву («Kulturkirche Paulus»), яка почала працювати в липні 2021 року як культурний центр для проведення заходів, весіль та хорових концертів.